# Sicherheitsfunktion
Sicherheitsfunktion ist ein Begriff der funktionalen Sicherheit.

## Sicherheitsfunktionen von Antrieben
In Bezug auf elektrische Antriebssysteme sind in der aktuellen EN IEC 61800-5-2:2017 folgende Sicherheitsfunktionen definiert, diese lassen sich inhaltlich auch auf pneumatische und hydraulische Antriebe übertragen. Zur Kennzeichnung sind in Fachkreisen auch im deutschen Sprachraum die englischen Bezeichnungen üblich.

### STO (Safe torque off)
Entspricht Stoppkategorie 0 nach EN 60204-1. Die Energieversorgung zum Antrieb wird sofort unterbrochen, der Antrieb ungesteuert stillgesetzt. Der Antrieb kann nach der Abschaltung kein Drehmoment mehr erzeugen. Allerdings kann der Antrieb auch kein Bremsmoment mehr erzeugen. Die Bremsung muss durch gesonderte Maßnahmen wie eine mechanische Bremse erfolgen, damit kein unerwünschter Nachlauf oder Überschreiten von Endlagen erfolgt. Bei Einwirken äußerer Kräfte wie angehobene Massen oder Federkräfte muss die bei momentenfreiem Antrieb mögliche Lageveränderung verhindert werden.
Typische Anwendungsfälle sind die Sicherheitsfunktion STO von Umrichtern, Abschalten über Leistungsschütze oder Hauptschalter mit Notaus-Funktion, Momententrennung mit einer Kupplung.

### SS1 (Safe stop 1)
Entspricht Stoppkategorie 1 nach EN 60204-1. Der Antrieb wird geregelt zum Stillstand gebracht. Anschließend wird die Sicherheitsfunktion STO aktiviert. Der sichere Stopp kann entweder nicht überwacht (STO wird zeitgesteuert aktiviert, unabhängig davon, ob bereits Stillstand erreicht ist) oder überwacht (STO wird erst nach Stillstand eingeleitet) ausgeführt sein. Die Reaktion auf externe Kräfte, die nach dem Aktivieren des STO einwirken, entspricht der bei Sicherheitsfunktion STO. 
Diese Funktion ist üblicherweise in Umrichtern integriert. Ihre Wirksamkeit ist wesentlich von der korrekten Auslegung und Konfiguration des Antriebes abhängig. Anderenfalls kann es durch zu kurze Bremszeiten oder zu hohe Bremsmomente zu einem frühzeitigen Aktivieren des STO und damit zum Nachlauf kommen.

### SS2 (Safe stop 2)
Entspricht Stoppkategorie 2 nach EN 60204-1. Damit darf SS2 nicht für Nothalt-Funktionen eingesetzt werden. Der Antrieb wird geregelt in Stillstand versetzt und bleibt im Stillstand in Regelung. Der Stillstand wird sicher überwacht. In der Praxis wird wegen der Regelungsschwankungen des Antriebes eine ungefährlich kleine Lageänderung um den Sollwert zugelassen. Bei Überschreiten der Überwachungsgrenzen wird eine Reaktion eingeleitet (z. B. Sicherheitsfunktion STO). Diese Funktion ist üblicherweise in Umrichtern und Robotersteuerungen integriert.
Die Sicherheitsfunktion SS2 hat den Vorteil, dass der Zwischenkreis von Umrichtern nicht entladen wird und der Antrieb sofort betriebsbereit ist. Dies ist beispielsweise beim Einrichten mit Zustimmbetrieb von Vorteil.

### SOS (Safe operating stop)
Der Antrieb überwacht, dass eine Position sicher nicht verlassen wird. Dabei darf sich der Antrieb in einem definierten Positionsfenster bewegen. Bei Verlassen des Fensters erfolgt eine geeignete Fehlerreaktion z. B. STO. Je nach Dimensionierung des Überwachungsfensters kann Stillstand oder das Verbleiben in einem bestimmten Positionsbereich überwacht werden.

### SLS (Safely limited speed)
Der Antrieb überwacht, dass eine Maximalgeschwindigkeit nicht überschritten wird. Bei Überschreiten der Geschwindigkeitsgrenze erfolgt eine geeignete Fehlerreaktion wie SS1, STO und Einrücken einer Bremse...
Die Funktion kann im Umrichter integriert sein oder über externe Drehzahlüberwachungsgeräte realisiert werden.

### SSM (Safe speed monitor)
Das Signal SSM zeigt an, dass die Motordrehzahl unterhalb einer definierten Drehzahl liegt.

### SSR (Safe speed range)
Kombination von SLS und SSM.

### SLP (Safe limited position)
Die Sicherheitsfunktion überwacht, dass der Antrieb (und damit das vom Antrieb bewegte Element) definierte Endlagen nicht überschreitet.
Diese Sicherheitsfunktion entspricht einem Endlagenschalter. Sie wurde anfangs vor allem zur Begrenzung des Bewegungsraumes von Robotern eingesetzt, später auch bei Umrichtern für den Industriegebrauch.

### SP (Safe position)
Diese Sicherheitsfunktion stellt über einen sicheren Bus sichere Positionsdaten des Antriebes zur Verfügung, die von einer Sicherheitssteuerung in geeigneter Weise verwendet werden können (Endlagenüberwachung, positionsabhängige Aktivierung von Sicherheitsfunktionen....)

### SDI (Safe direction)
Der Antrieb wird daraufhin überwacht, dass er nur in die freigegebene Richtung arbeitet, z. B. dass sich eine Welle nur in Uhrzeigersinn dreht, eine Linearachse eine Gefahrenstelle öffnen, aber nicht schließen kann.
Die Funktion kann in Umrichter integriert sein oder über externe Überwachung realisiert werden.

### SBC/SBT (Safe brake control, Safe brake test)
Beide Funktionen werden meist gemeinsam eingesetzt. SBC steuert eine oder mehrere (externe) Bremsen an. Damit wird sichergestellt, dass angehobene Lasten nach Einleiten eines STO nicht absinken, sondern rechtzeitig gebremst werden. Bei Verschleiß der Bremse kann diese versagen. Die Sicherheitsfunktion SBT testet daher die Bremse zyklisch und/oder vor dem Freigeben der Zuhaltung einer trennenden Schutzeinrichtung mit einem definierten Moment. Wird ein Durchrutschen der Bremse erkannt, wird eine geeignete Fehlerreaktion eingeleitet (z. B. Anfahren einer sicheren Position, einrücken einer Abstützung).
Diese Funktionen sind in sicheren Robotersteuerungen und Umrichtern integriert.